# Mahmut II
Mahmut II (en turco otomano محمودالثانى ) (Constantinopla, 20 de julio de 1785 - id. 1 de julio de 1839) fue sultán del Imperio otomano desde 1808 hasta su fallecimiento.

## Biografía

### Primeros años
Mahmud II nació el 20 de julio de 1785, en el mes de Ramadán. Era hijo de Abdul Hamid I y de su esposa Nakşidil Sultan. Era el hijo menor de su padre, y el segundo hijo de su madre, tenía un hermano mayor, Şehzade Seyfullah Murad, dos años mayor que él, y una hermana menor, Saliha Sultan, un año menor que él. Según la tradición, fue confinado en los Kafes después de la muerte de su padre.

### Ascenso al trono

Animación que muestra el desarrollo de la caligrafía árabe en la escritura de la tughra, en este caso la corresponde al sultán Mahmud II.

En 1808, el predecesor de Mahmud II, y medio hermano, Mustafa IV ordenó su ejecución junto con su primo, el depuesto sultán Selim III, con el fin de desarticular posibles rebeliones. Selim III fue asesinado, pero Mahmud fue mantenido oculto por su madre y fue colocado en el trono después de que los rebeldes depusieron a Mustafa IV. El líder de esta rebelión, Alemdar Mustafa Pasha, más tarde se convirtió en el visir de Mahmud II. Los historiadores occidentales le dan a Mahmud una mala reputación por ser simplemente el sultán durante un momento de deterioro del Imperio Otomano.
Hay muchas historias que rodean las circunstancias de su intento de asesinato. Una versión del historiador otomano del siglo XIX Ahmed Cevdet Pasha da el siguiente relato: una de sus esclavas, una niña georgiana llamada Cevri, recogió cenizas cuando escuchó la conmoción en el palacio que rodeaba el asesinato de Selim III. Cuando los asesinos se acercaron a las cámaras del harén donde se alojaba Mahmud, ella pudo mantenerlos alejados por un tiempo arrojándoles cenizas en la cara, cegándolos temporalmente. Esto permitió a Mahmud escapar a través de una ventana y subir al techo del harén. Aparentemente corrió hacia el techo de la Tercera Corte donde otros pajes lo vieron y lo ayudaron a bajar con pedazos de ropa que rápidamente se ataron como una escalera. Para entonces uno de los líderes de la rebelión, Alemdar Mustafa Pasha llegó con sus hombres armados, y al ver el cadáver de Selim III proclamó a Mahmud como padishah. La esclava Cevri Kalfa fue premiada por su valentía y lealtad y nombrada haznedar usta, la tesorera principal del Harén Imperial, que era la segunda posición más importante en la jerarquía. Una escalera de piedra lisa en el Altınyol (Camino Dorado) del Harén se llama Escalera de Cevri (Jevri) Kalfa, ya que los eventos aparentemente sucedieron allí y están asociados con ella.

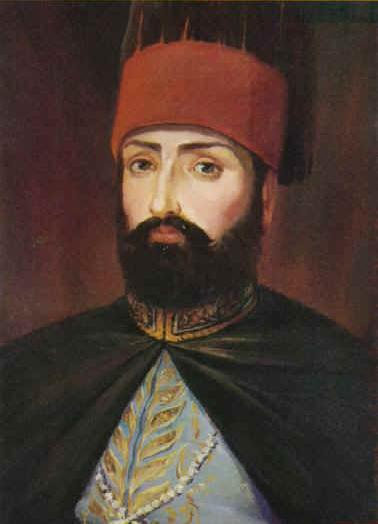
Mahmut II.

### Descripción general de su reinado
El visir tomó la iniciativa de reanudar las reformas que habían sido terminadas por el golpe conservador de 1807 que había llevado a Mustafá IV al poder. Sin embargo, fue asesinado durante una rebelión en 1808 y Mahmud II abandonó temporalmente las reformas. Los esfuerzos posteriores de reforma de Mahmud II serían mucho más exitosos.

#### Guerra ruso-turca de 1806-12
Después de que Mahmud II se convirtiera en sultán, las guerras fronterizas turcas con los rusos continuaron. En 1810, los rusos sitiaron la fortaleza de Silistra por segunda vez. Cuando el emperador Napoleón I de Francia declaró la guerra a Rusia en 1811, la presión rusa en la frontera otomana disminuyó, un alivio para Mahmud. Para entonces, Napoleón estaba a punto de embarcarse en su invasión de Rusia. También invitó a los otomanos a unirse a su marcha sobre Rusia. Sin embargo, Napoleón, que había invadido toda Europa excepto el Reino Unido y el Imperio Otomano, no podía ser confiado y aceptado como un aliado; Mahmud rechazó la oferta. El Acuerdo de Bucarest se alcanzó con los rusos el 28 de mayo de 1812. Según el Tratado de Bucarest (1812),el Imperio Otomano cedió la mitad oriental de Moldavia a Rusia (que renombró el territorio como Besarabia), aunque se había comprometido a proteger esa región. Rusia se convirtió en una nueva potencia en el área del bajo Danubio, y tenía una frontera económica, diplomática y militarmente rentable. En Transcaucasia, Turquía recuperó casi todo lo que había perdido en el este: Poti, Anapa y Akhalkalali. Rusia retuvo Sukhum-Kale en la costa de Abjasia. A cambio, el sultán aceptó la anexión rusa del Reino de Imereti, en 1810. El tratado fue aprobado por el emperador Alejandro I de Rusia el 11 de junio, unos 13 días antes de que comenzara la invasión de Napoleón. Los comandantes rusos fueron capaces de conseguir que muchos de sus soldados en los Balcanes regresaran a las zonas occidentales del imperio antes del esperado ataque de Napoleón.

#### Guerra contra el Estado Saudi
Durante los primeros años del reinado de Mahmud II, su gobernador de Egipto, Mehmet Ali Paşa, libró con éxito la guerra otomano-saudí y reconquistó las ciudades santas de Medina (1812) y La Meca (1813) del Primer Estado Saudí.
Abdullah bin Saud y el Primer Estado Saudita habían prohibido a los musulmanes del Imperio Otomano entrar en los santuarios sagrados de La Meca y Medina; sus seguidores también profanaron las tumbas de Ali ibn Abi Talib, Hassan ibn Ali y Husayn ibn Ali. Abdullah bin Saud y sus dos seguidores fueron decapitados públicamente por sus crímenes contra ciudades santas y mezquitas.

#### Guerra de Independencia Griega
Su reinado también marcó la primera ruptura del Imperio Otomano, con Grecia ganando su independencia después de una revolución que comenzó en 1821. A raíz de los continuos disturbios, hizo ejecutar al patriarca ecuménico Gregorio V el domingo de Pascua de 1821 por su incapacidad para detener el levantamiento. Durante la Batalla de Erzurum (1821), parte de la Guerra Otomano-Persa (1821-1823),la fuerza superior de Mahmud II fue derrotada por Abbas Mirza, lo que resultó en una victoria persa Qajar que se confirmó en los Tratados de Erzurum. Varios años más tarde, en 1827, las armadas combinadas británica, francesa y rusa derrotaron a la Armada otomana en la Batalla de Navarino; como consecuencia, el Imperio Otomano se vio obligado a reconocer a Grecia con el Tratado de Constantinopla en julio de 1832. Este evento, junto con la conquista francesa de Argelia, una provincia otomana (ver Argelia otomana) en 1830, marcó el comienzo de la desintegración gradual del Imperio Otomano. Los grupos étnicos no turcos que vivían en los territorios del imperio, especialmente en Europa, comenzaron sus propios movimientos de independencia.

#### El incidente afortunado
Uno de los actos más notables de Mahmud II durante su reinado fue la destrucción del cuerpo de jenízaros en junio de 1826. Logró esto con un cálculo cuidadoso utilizando su ala recientemente reformada del ejército destinada a reemplazar a los jenízaros. Cuando los jenízaros organizaron una manifestación contra las reformas militares propuestas por Mahmud II, hizo disparar contra sus cuarteles para aplastar efectivamente a las tropas otomanas de élite y quemó el bosque de Belgrado a las afueras de Estambul para incinerar cualquier resto. Esto permitió el establecimiento de un ejército de reclutas de estilo europeo, reclutado principalmente de hablantes turcos de Rumelia y Asia Menor. Mahmud también fue responsable de la subyugación de los mamelucos iraquíes por Ali Ridha Pasha en 1831. Ordenó la ejecución del renombrado Ali Pasha de Tepelena. Envió a su Gran Visir para ejecutar al héroe bosnio Husein Gradaščević y disolver el Eyalato de Bosnia.

#### Guerra ruso-turca de 1828-29
Otra guerra ruso-turca estalló durante el reinado de Mahmud II y esta vez se libró sin jenízaros. El mariscal Diebitsch estaba armado (en palabras del barón Moltke) "con la reputación de éxito invencible". Se ganaría el nombre de Sabalskanski (el cruzador de los Balcanes). Pasando por alto la fortaleza de Shumla, marchó por la fuerza con sus tropas sobre los Balcanes, apareciendo ante Adrianópolis. El sultán Mahmud II mantuvo su cabeza, desplegó la bandera sagrada del profeta y declaró su intención de tomar el mando personalmente. Preparándose para hacerlo, apareció, desacertadamente, no a caballo sino en un carruaje. Los embajadores de Diván, Gran Bretaña y Francia lo instaron a demandar por la paz.

#### Reformas Tanzimat
En 1839, justo antes de su muerte, comenzó los preparativos para la era de la reforma Tanzimat, que incluyó la introducción de un Consejo de Ministros o Meclis-i Vukela. El Tanzimat marcó el comienzo de la modernización en Turquía y tuvo efectos inmediatos en los aspectos sociales y legales de la vida en el Imperio, como la vestimenta de estilo europeo, la arquitectura, la legislación, la organización institucional y la reforma agraria.
También se preocupaba por aspectos de la tradición. Hizo grandes esfuerzos para revivir el deporte del tiro con arco. Ordenó al maestro de tiro con arco Mustafa Kani que escribiera un libro sobre la historia, la construcción y el uso de los arcos turcos, del que proviene la mayor parte de lo que ahora se conoce del tiro con arco turco.
Mahmud II murió de tuberculosis, en 1839. A su funeral asistieron multitudes de personas que acudieron a despedirse del sultán. Su hijo Abdulmejid I lo sucedió y continuaría implementando los esfuerzos de reforma Tanzimat.

## Reformas

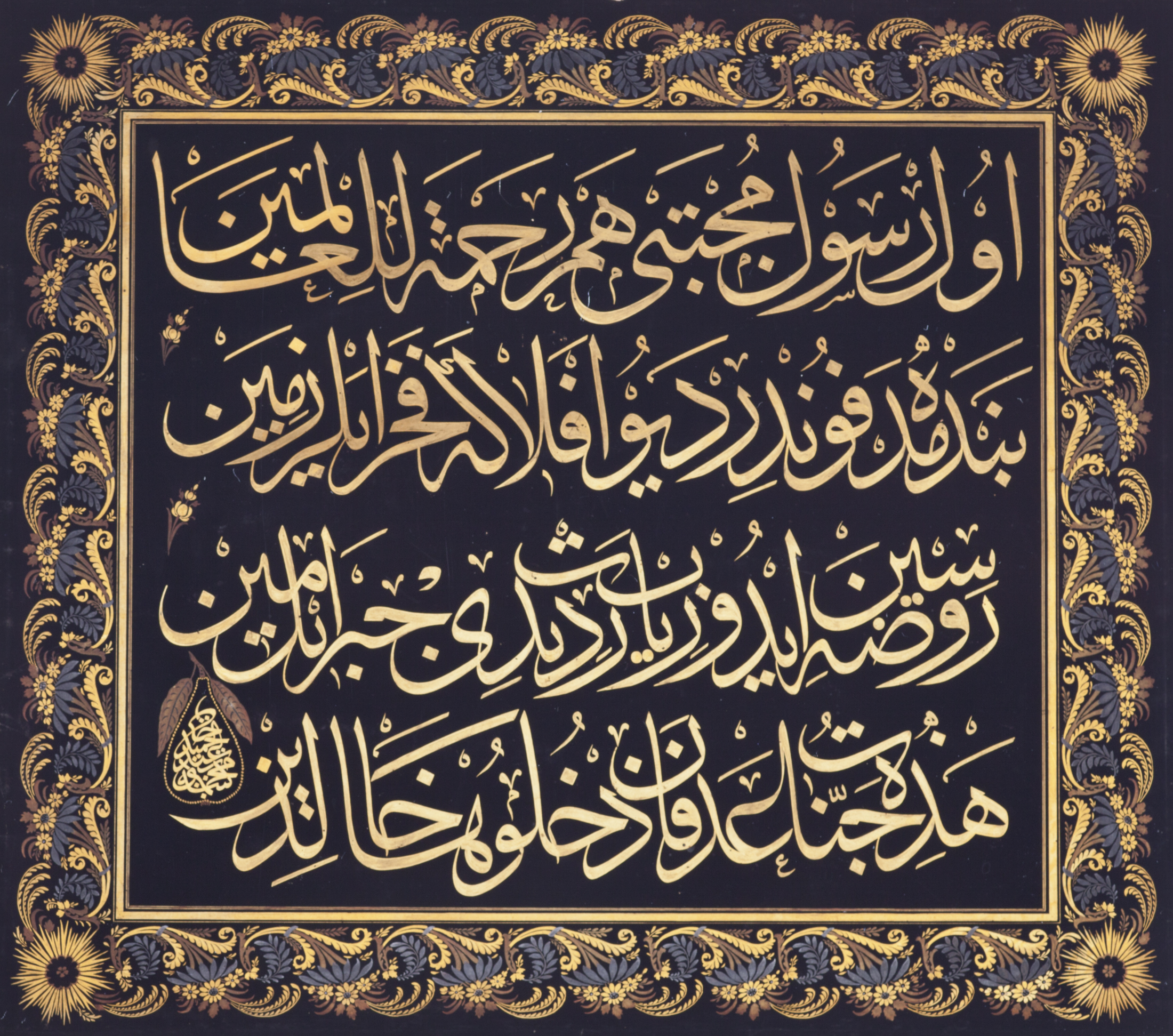
La composición, poema en turco otomano en homenaje del Profeta, firmado por el sultán otomano Mahmud II.

### Reformas legales
Entre sus reformas se encuentran los edictos (o firmans), por los que cerró el Tribunal de Confiscaciones, y quitó gran parte del poder de los pashas.
Antes del primero de los Firmans, la propiedad de todas las personas desterradas o condenadas a muerte era confiscada por la corona; y así se mantuvo perpetuamente en funcionamiento a un sórdido motivo para actos de crueldad, además del estímulo de una hueste de viles delatores.
El segundo firman eliminó los antiguos derechos de los gobernadores turcos para condenar a los hombres a la muerte instantánea por su voluntad; a los Paşas, los Ağas y otros oficiales, se les ordenó que "no deben presumir de infligir, por sí mismos, el castigo de la muerte a ningún hombre, ya sea Raya o Turk, a menos que lo autorice una sentencia legal pronunciada por el Kadi, y firmada regularmente por el juez". Mahmud también creó un sistema de apelación por un criminal a uno de los Kazasker (juez militar jefe) de Asia o Europa, y finalmente al propio Sultán, si el criminal decidía persistir en su apelación.
Casi al mismo tiempo que Mahmud II ordenó estos cambios, él personalmente dio un ejemplo de reforma al asistir regularmente al Diván, o consejo de estado, en lugar de aislarse de los trabajos del estado. La práctica del sultán de evitar el Diván se había introducido ya en el reinado de Solimán I, y fue considerada una de las causas de la decadencia del Imperio por un historiador turco casi dos siglos antes de la época de Mahmud II.
Mahmud II también abordó algunos de los peores abusos relacionados con los vakıfs, colocando sus ingresos bajo la administración estatal. Sin embargo, no se aventuró a aplicar esta vasta masa de propiedad a los propósitos generales del gobierno. Sus modernizaciones incluyeron la relajación de gran parte de las restricciones sobre las bebidas alcohólicas en el Imperio, al ser el propio sultán conocido por beber socialmente con sus ministros. Al final de su reinado, sus reformas habían normalizado principalmente la bebida entre las clases altas y las figuras políticas del Imperio.
En su tiempo, la situación financiera del Imperio era preocupante, y ciertas clases sociales habían estado durante mucho tiempo bajo la opresión de fuertes impuestos. Al tratar con las complicadas cuestiones que surgieron por estoo, se considera que Mahmud II ha demostrado el mejor espíritu de lo mejor de los Köprülüs. Un Firman del 22 de febrero de 1834 abolió las cargas vejatorias que los funcionarios públicos, al atravesar las provincias, habían estado acostumbrados a tomar de los habitantes. Por el mismo edicto toda recaudación de dinero, excepto los dos períodos semestrales regulares, fue denunciada como abusos. "Nadie es ignorante", dijo el sultán Mahmud II en este documento, "que estoy obligado a brindar apoyo a todos mis súbditos contra los procedimientos vejatorios; esforzarme incesantemente por aligerar, en lugar de aumentar sus cargas, y garantizar la paz y la tranquilidad. Por lo tanto, esos actos de opresión son a la vez contrarios a la voluntad de Dios y a mis órdenes imperiales".
El haraç, o impuesto a la capitación, aunque moderado y eximiendo a quienes lo pagaban del servicio militar, se había convertido durante mucho tiempo en un motor de la tiranía grosera a través de la insolencia y la mala conducta de los recaudadores del gobierno. El Firman de 1834 abolió el viejo modo de imponerlo y ordenó que fuera levantado por una comisión compuesta por los Kadı, los gobernadores musulmanes y los Ayans, o jefes municipales de Rayas en cada distrito. Muchas otras mejoras financieras se vieron afectadas. Mediante otra serie importante de medidas, se simplificó y fortaleció el gobierno administrativo, y se abolió un gran número de oficinas sinecuras. El sultán Mahmud II proporcionó un valioso ejemplo personal de buen sentido y economía, organizando la casa imperial, suprimiendo todos los títulos sin deberes y todos los funcionarios asalariados sin funciones.

### Reformas militares
Mahmud II trató eficazmente con los feudos militares, los "Tımar", y los "Ziamet". Estos habían sido instituidos para proporcionar la antigua fuerza militar efectiva, pero hacía tiempo que habían dejado de servir a este propósito. Al unirlos a los dominios públicos, Mahmud II fortaleció materialmente los recursos del estado y puso fin a una serie de corrupciones. Uno de los actos más decididos de su gobierno fue la supresión de los Dere Beys, jefes locales hereditarios (con poder para nominar a sus sucesores en defecto de herederos varones), que, en uno de los peores abusos del sistema feudal otomano, se habían convertido en pequeños príncipes en casi todas las provincias del imperio.
La reducción de estos feudatarios insubordinados no se vio afectada de inmediato, o sin luchas severas y rebeliones frecuentes. Mahmud II perseveró constantemente en esta gran medida y, en última instancia, la isla de Chipre se convirtió en la única parte del imperio en la que el poder que no emanaba del sultán se permitió que fuera retenido por Dere Beys.
Uno de sus logros más notables fue la abolición (mediante el uso de la fuerza militar, la ejecución y el exilio, y la prohibición de la orden Bektashi) del Cuerpo de Jenízaros, evento conocido como el Incidente Afortunado, en 1826 y el establecimiento de un ejército otomano moderno, llamado Asakir-i Mansure-i Muhammediye (que significa 'Soldados victoriosos de Mahoma' en turco otomano).
Tras la pérdida de Grecia después de la batalla de Navarino contra la flotilla combinada británico-francesa-rusa en 1827, Mahmud II dio la máxima prioridad a la reconstrucción de una fuerte fuerza naval otomana. Los primeros barcos de vapor de la Armada otomana fueron adquiridos en 1828. En 1829, el buque de guerra más grande del mundo durante muchos años, el buque de 201 x 56 kadem (1 kadem= 37.887 cm) o 76,15 m × 21,22 m (249,8 pies × 69,6 pies) de la línea Mahmudiye, que tenía 128 cañones en 3 cubiertas y llevaba 1.280 marineros a bordo, fue construido para la Armada otomana en el Arsenal Naval Imperial (Tersâne-i Âmire) en el Cuerno de Oro en Constantinopla (kadem, que se traduce como "pie", a menudo se malinterpreta como equivalente en longitud a un pie imperial, de ahí las dimensiones erróneamente convertidas de "201 x 56 pies, o 62 x 17 m" en algunas fuentes).

### Otras reformas
Durante su reinado, Mahmud II también hizo reformas radicales de la burocracia con el fin de restablecer la autoridad real y aumentar la eficiencia administrativa de su gobierno. Esto se logró mediante la abolición de las antiguas oficinas, la introducción de nuevas líneas de responsabilidad y el aumento de los salarios en un intento de poner fin al soborno. En 1838 fundó dos instituciones destinadas a la formación de funcionarios del gobierno. En 1831, Mahmud II también estableció un boletín oficial, Takvim-i Vekayi (Calendario de Eventos). Este fue el primer periódico que se publicó en el idioma otomano-turco y fue de lectura obligatoria para todos los funcionarios públicos.
La ropa también fue un aspecto esencial de las reformas de Mahmud II. Comenzó adoptando oficialmente el fez para los militares después de la erradicación de los jenízaros en 1826, lo que significó una ruptura con el antiguo estilo de vestimenta militar. Además de esto, ordenó a los funcionarios civiles que también adoptaran un fez similar, pero simple, para distinguirlos de los militares. Planeó que la población adoptara esto también, ya que deseaba una apariencia homogénea para la sociedad otomana con una ley reguladora de 1829. A diferencia de los decretos de vestimenta sultanífica del pasado y los de otras sociedades, Mahmud II quería que todos los niveles de gobierno y civiles se vieran iguales. Se enfrentó a una resistencia significativa a estas medidas específicamente de grupos religiosos, trabajadores y miembros militares debido a razones tradicionales, religiosas y prácticas. Los retratos de Mahmud II también dan una valiosa visión de su mentalidad de vestimenta, ya que cambió a un estilo más europeo y fez después de 1826.
Además de estas reformas, Mahmud II también fue crítico en el establecimiento y florecimiento de una oficina de asuntos exteriores otomana. Si bien se basó en los elementos fundacionales de la diplomacia internacional de Selim III, Mahmud II fue el primero en crear el título de Ministro de Relaciones Exteriores y Subsecretario en 1836. Dio una enorme importancia a esta posición y equiparó el salario y el rango con las posiciones militares y civiles más altas. Mahmud II también amplió la Oficina de Idiomas y la Oficina de Traducción, y en 1833 comenzó a crecer tanto en tamaño como en importancia. Después de la reorganización de estas oficinas, también reanudó los esfuerzos de Selim para crear un sistema de representación diplomática permanente en Europa. En 1834, se establecieron embajadas europeas permanentes con la primera en París. A pesar de las dificultades que surgieron con estas acciones, la expansión de la diplomacia aumentó la transmisión de ideas que tendrían un efecto revolucionario en el desarrollo de la burocracia y la sociedad otomana en su conjunto.

## Familia
Consortes
Mahmud tuvo dieciséis consortes:
- Sin nombre (fallecido el 20 de abril de 1809), consorte mayor;[20]
- Dilseza Kadın (fallecida en el Palacio Beşiktaş, Estambul, mayo de 1816, enterrada en el Mausoleo del Palacio Dolmabahçe),[21][22] Segunda Consorte;[23][24]
- Kamerfer Kadın (fallecido c. 1823, enterrada en el Mausoleo del Sultán Nakşidil), Tercer Consorte→Segunda Consorte→ Consorte Principal;[25][24]
- Nevfidan Kadın (fallecido en el Palacio Nafiz Pasha, Beylerbeyi, Estambul, 11 de noviembre de 1855, enterrada en el Mausoleo de Mahmud II), Tercer Consorte→Consejera Consorte→Consorte Principal;[26]
- Hoşyar Kadın (muerto en La Meca, c. 1859, enterrada allí), Cuarto Consorte→Tercer Consorte→Segunda Consorte;[26]
- Aşubcan Kadın (fallecido en el Palacio maçka, el 10 de junio de 1870, enterrada en el Mausoleo de Mahmud II), Quinto Consorte→Cuatro Consorte→Tercer Consorte;[26]
- Mislinayab Kadın (fallecida el 22 de mayo de 1818, enterrada en el Mausoleo del Sultán de Nakşidil), Sexta Consorte;[27]
- Nurtab Kadın (fallecido el 10 de enero de 1886, enterrada en el Mausoleo de Mahmud II), Cuarta Consorte;[26]
- Bezmiâlem Sultan[28] (muerto en el Palacio Beşiktaş, Estambul, 2 de mayo de 1853, enterrada en el Mausoleo de Mahmud II, Divanyolu, Estambul),[26] Quinta Consorte;[29]
- Ebrureftar Kadın (fallecido en 1825, enterrada en el Mausoleo del Sultán Nakşidil), Sexta Consorte;[30]
- Pervizifelek Kadın (fallecido en el Palacio Akıntıburnu, 21 de septiembre de 1863, enterrada en el Mausoleo de Mahmud II), Séptima Consorte;[26]
- Hüsnümelek Hanım (muerto en el Palacio Beylerbeyi, 1887, enterrada en el Mausoleo de Mahmud II);[26][31]
- Pertevniyal Sultan[32] (muerto en el Palacio de Örtaköy, Estambul, 26 de enero de 1884,[33] enterrada en el Mausoleo del Sultán Pertevniyal),[26] Segundo Afortunado;[34]
- Tiryal Hanım (muerto en el Palacio Çamlıca, Estambul, 1882–3,[35] enterrada en el Mausoleo de las Damas Imperiales), Tercer Afortunado;[26]
- Zernigar Hanım (muerto c. 1830, enterrada en el Mausoleo del Sultán Nakşidil),[26] Cuarta Afortunada;
- Lebrizifelek Hanım (fallecido en el Palacio de Örtaköy, Estambul, el 9 de febrero de 1865, enterrada en el Mausoleo de Mahmud II), Cuarto Afortunado;[26]

Hijos
Mahmud tuvo catorce hijos, de los cuales sólo dos vivieron hasta la edad adulta:
- Şehzade Murad (26 de diciembre de 1811-5 de julio de 1812, enterrado en la tumba de Abdul Hamid I, Fatih, Estambul);[36][20]* Şehzade Bayezid (26 de marzo de 1812-10 de julio de 1812, enterrado en el Mausoleo de Abdul Hamid I, Fatih, Estambul),[37][20] con Dilseza Kadın;[21]
- Şehzade Abdul Hamid (6 de marzo de 1813[20]-20 de abril de 1825, enterrado en el Mausoleo del Sultán Nakşidil, Mezquita fatih, Estambul),[38] con Mislinayab Kadın;
- Şehzade Osman (Palacio Beşiktaş, 17 de junio de 1813-10 de abril de 1814, enterrado en la Mezquita Nuruosmaniye, Fatih, Estambul),[39][20] con Nevfidan Kadın;[26]
- Şehzade Ahmed (25 de julio de 1814-16 de julio de 1815, enterrado en la mezquita nuruosmaniye, Fatih, Estambul);[40][20]
- Şehzade Mehmed (Palacio Beşiktaş, 25 de agosto de 1814-31 de octubre de 1814, enterrado en la Mezquita Nuruosmaniye, Fatih, Estambul),[41][20] con Dilseza Kadın;[21]
- Şehzade Suleiman (29 de agosto de 1817-14 de diciembre de 1819, enterrado en la mezquita Nuruosmaniye, Fatih, Estambul);[42]
- Şehzade Ahmed (13 de octubre de 1819-24 de diciembre de 1819, enterrado en la mezquita Nuruosmaniye, Fatih, Estambul);[43]
- Şehzade Mehmed (18 de febrero de 1822-23 de septiembre de 1822, enterrado en la mezquita nuruosmaniye, Fatih, Estambul);[44]
- Şehzade Ahmed (6 de julio de 1822-9 de abril de 1823, enterrado en la mezquita de Nuruosmaniye, Fatih, Estambul);[45]
- Sultán Abdulmejid I (25 de abril de 1823-25 de junio de 1861, enterrado en la Mezquita Yavuz Selim, Fatih, Estambul), con Bezmiâlem Sultan;[46]
- Şehzade Abdul Hamid (18 de febrero de 1827-15 de noviembre de 1828, enterrado en el Mausoleo del Sultán Nakşidil, Mezquita Fatih, Estambul);[47]
- Sultan Abdulaziz (8 de febrero de 1830-4 de junio de 1876, enterrado en el Mausoleo de Mahmud II, Divanyolu, Estambul), con Pertevniyal Sultan;[48]
- Şehzade Nizameddin (29 de diciembre de 1833-28 de febrero de 1838, enterrado en el Mausoleo del Sultán Nakşidil, Mezquita Fatih, Estambul), con Tiryal Hanım;[49]

Hijas
Mahmud tuvo diecisiete hijas, de las cuales solo seis vivieron hasta la edad adulta:
- Fatma Sultan (4 de febrero de 1809-5 de agosto de 1809, enterrada en la mezquita de Nuruosmaniye, Fatih, Estambul),[26] con consorte mayor sin nombre;[20]
- Ayşe Sultan (5 de julio de 1809–febrero de 1810, enterrado en la mezquita de Nuruosmaniye, Fatih, Estambul),[26][20] con Kamerfer Kadın;
- Fatma Sultan (20 de abril de 1811[20]–abril de 1825, enterrado en el Mausoleo de Nakşidil Sultan, Mezquita de Fatih, Estambul),[26] con Dilseza Kadın;[21]
- Saliha Sultan (16 de junio de 1811-19 de febrero de 1843, enterrado en el Mausoleo de Mahmud II, Divanyolu, Estambul), con Aşubcan Kadın;[26]
- Şah Sultan (Palacio Beşiktaş, 22 de mayo de 1812-septiembre de 1814, enterrado en la Mezquita Nuruosmaniye, Fatih, Estambul),[26][20] con Aşubcan Kadın;
- Mihrimah Sultan (Palacio Beşiktaş, 29 de junio de 1812-31 de agosto de 1838, enterrado en el Mausoleo del Sultán Nakşidil, Mezquita Fatih, Estambul), con Hoşyar Kadın;[26]
- Emine Sultan (julio de 1813–julio de 1814, enterrado en la mezquita nurosmaniye, Fatih, Estambul),[26][20] con Dilseza Kadın;
- Şah Sultan (14 de octubre de 1814-13 de abril de 1817, enterrado en la mezquita de Nuruosmaniye, Fatih, Estambul),[26][20] con Hoşyar Kadın;
- Emine Sultan (7 de diciembre de 1815-24 de septiembre de 1816,[26] enterrado en el Mausoleo del Palacio de Dolmabahçe, Estambul), con Dilseza Kadın;[22]
- Zeynep Sultan (18 de abril de 1815-8 de enero de 1816, enterrado en la mezquita de Nuruosmaniye, Fatih, Estambul),[26][20] con Nevfidan Kadın;
- Hamide Sultan (4 de julio de 1818-15 de febrero de 1819, enterrado en la mezquita de Nuruosmaniye, Fatih, Estambul);[26]
- Atiye Sultan (2 de enero de 1824-11 de agosto de 1850, enterrado en el Mausoleo de Mahmud II, Divanyolu, Estambul), con Pervizifelek Kadın;[26]
- Münire Sultan (16 de octubre de 1824-22 de mayo de 1825, enterrado en el Mausoleo de Nakşidil Sultan, Mezquita fatih, Estambul);[26]
- Hatice Sultan (6 de septiembre de 1825-19 de diciembre de 1842, enterrado en el Mausoleo de Mahmud II, Divanyolu, Estambul), con Pervizifelek Kadın;[26]
- Adile Sultan (23 de mayo de 1826-12 de febrero de 1899, enterrado en el Mausoleo de Adile Sultan, Eyüp, Estambul), con Zernigar Hanım;[26]
- Fatma Sultan (20 de julio de 1828-23 de octubre de 1830, enterrado en el Mausoleo de Nakşidil Sultan, Mezquita fatih, Estambul), con Pervizifelek Kadın;[26]
- Hayriye Sultan (22 de enero de 1832-29 de enero de 1833, enterrado en el Mausoleo de Nakşidil Sultan, Mezquita Fatih, Estambul);[26]